# Салах ад-Дин
Аль-Ма́лик ан-На́сир Сала́х ад-Дунья ва-д-Дин Абу́-ль-Муза́ффар Ю́суф ибн Айю́б ибн Ша́зи аль-Курди́ (араб. الملك الناصر أبو المظفر صلاح الدنيا و الدين يوسف بن أيوب بن شاذي الكردي‎; курд. Selahedînê Eyûbî, سەلاحەدینی ئەییووبی‎), в русской и западной традиции Салади́н, известный как Салах ад-Дин аль-Айюби (араб. صلاح الدين الأيوبي‎; 1137, Тикрит — 4 марта 1193, Дамаск) — мусульманский полководец и лидер XII века курдского происхождения. Основатель династии Айюбидов, которая в период своего расцвета правила Египтом, Сирией, Ираком, Хиджазом и Йеменом. 
В Европе известен именно как Саладин, хотя это даже не имя: Салах ад-Дин — это лакаб — почётное прозвище, означающее «благочестие веры». Собственное имя этого правителя — Юсуф ибн Айюб (Юсуф, сын Айюба).

## Ранние годы жизни
Салах ад-Дин родился в 1137 году в Тикрите, Месопотамия. Дед Салах ад-Дина Шади проживал в деревне недалеко от Двина (Товина) в Армении, где, по преданию, родился Айюб — отец Салах ад-Дина. Как отмечает «Энциклопедия ислама» «Салах ад-Дин, или Саладин, как его обычно называют в Европе, был курдом, чья семья происходила из города Двин в Армении». На его курдское происхождение указывает нисба - аль-Курди́. После рождения двоих сыновей, Айюба и Ширкуха, он покинул Армянское нагорье и перебрался сначала в Багдад, а затем — в Тикрит, в котором обосновался и прожил до самой смерти. Он говорил по-курдски и по-арабски, знал тюркский и персидский языки.
В 1132 году армия правителя Мосула атабека Имада ад-Дина Занги, после неудачного похода с целью захвата Багдада, на пути отступления была прижата к реке Тигр напротив крепости Тикрита. В то время начальником крепости был — Наджм ад-Дин Айюб ибн Шади — отец Салах ад-Дина. Айюб предоставил переправу через Тигр и дал убежище армии Занги в крепости Тикрита. В 1137 году губернатором северной Месопотамии за заслуги перед Сельджукидами был назначен Муджахид ад-Дин Бихруз. Он наказал Айюба за то, что тот помогал Занги, и изгнал его из крепости Тикрит после убийства по мотивам чести его братом Ассад ад-Дин Ширкухом знатного сельджука, друга Бихруза. По словам Баха ад-Дин ибн Шаддата, Салах ад-Дин родился в ту же ночь, когда его семья покинула Тикрит. В 1139 году Айюб переехал в Мосул, где Имад ад-Дин Занги признал свой долг и назначил Айюба командиром своей крепости в Баальбеке. После убийства Занги собственным рабом в 1146 году, Айюб переехал в Дамаск и вошёл в число придворных наследника Занги — Нур ад-Дина. В 1154 году после смерти правителя Дамаска Муина ад-Дин Анара, благодаря влиянию Айюба и его брата Ширкуха, город остался во власти Нур ад-Дина, а сам Айюб стал управлять городом.
О ранних годах Салах ад-Дина в Дамаске известно мало. Его происхождение — наёмника в трёх поколениях — пророчит ему воинскую карьеру, но Салах ад-Дин в юности не проявлял склонности к воинскому искусству. По словам одного из его биографов аль-Вахрани (ум. 1179), Салах ад-Дин был в состоянии ответить на вопросы Евклида и Альмагеста, знал арифметику и исламское право. Некоторые источники утверждают, что он был больше заинтересован в религии, чем во вступлении в вооружённые силы. Другим фактором, который возможно повлиял на его интерес к религии было то, что во время Первого Крестового похода, Иерусалим был захвачен христианами. В дополнение к исламу, Салах ад-Дин разбирался в генеалогии, биографии и истории арабов вплоть до родословных арабских скакунов и знал «Хамасу» (десятитомник арабской поэзии) Абу Таммама наизусть.

## Первые завоевания
В те времена империя Аббасидов была раздроблена на несколько государств. Фатимиды правили Египтом, не признавая халифа Багдада. Крестоносцы занимали восточный берег Средиземного моря от Малой Азии до Синайского полуострова. Нур ад-Дин Занги контролировал Сирию и Месопотамию.
По настоянию семьи Салах ад-Дин начал военную карьеру под патронажем своего дяди Ассад ад-Дин Ширкуха, важного военачальника Нур ад-Дина. Ширкух, в то время эмир Дамаска и Алеппо, член тюркской династии Зангидов, стал самым влиятельным учителем Салах ад-Дина.

Мой дядя Ширкух повернулся ко мне и сказал: «Юсуф, оставь все дела и отправляйся туда!» Этот приказ прозвучал для меня как удар кинжала в сердце, и я ответил: «Клянусь Аллахом, даже если бы мне отдали всё египетское царство, я бы не поехал туда!»
— Салах ад-Дин
В 1163 году, изгнанный из Египта по приказу фатимидского халифа аль-Адида визирь Шевар ибн Муджир попросил военной поддержки у Нур ад-Дина. Это стало хорошим поводом для завоевания, и в 1164 году Ширкух с армией выступил в Египет. Салах ад-Дин в возрасте 26 лет отправился вместе с ним в должности младшего офицера. Шевар, восстановленный в должности визиря, потребовал вывода войск Ширкуха из Египта за 30000 динаров, но тот отказался, ссылаясь на приказ Нур ад-Дина. Обнаружив то, что Ширкух планирует захватить Египет, Шевар ибн Муджир обратился за помощью к королю Иерусалима Амори I. Роль Салах ад-Дина в этой экспедиции была незначительна. Известно только, что он участвовал в подготовке к обороне Бильбейса, осаждённого объединёнными силами Шевара и Амори I Иерусалимского.
После трёхмесячной осады Бильбейса противники вступили в бой на границе пустыни и Нила, к западу от Гизы. В этой битве Салах ад-Дин сыграл важную роль, командуя правым крылом армии Зангидов. В центре находился Ширкух. После ложного отступления Салах ад-Дина крестоносцы попали на местность, которая была слишком крутой и песчаной для их лошадей. Бой завершился победой Зангидов и Салах ад-Дин помог Ширкуху одержать по словам Ибн аль-Асира одну из «самых замечательных побед в истории человечества». Победа досталась Ширкуху дорогой ценой: он потерял бо́льшую часть своего войска.
Крестоносцы обосновались в Каире, а Салах ад-Дин и Ширкух выдвинулись к Александрии, которая дала им деньги и оружие, и стала их базой. После переговоров обе стороны согласились уйти из Египта.

## Египет
«Я начал с того, что сопровождал моего дядю. Он завоевал Египет и потом умер. И тогда Аллах дал мне в руки власть, которую я совсем не ожидал»— Салах ад-Дин

### Визирь Египта
Попытка Асад ад-Дина Ширкуха захватить Александрию в 1167 году закончилась поражением от объединённых войск Фатимидов и короля Иерусалима Амори I. Но в следующем году крестоносцы взялись грабить своего богатого союзника, и халиф аль-Адид попросил в письме у Нур ад-Дина защитить мусульман Египта. 
В 1169 году Асад ад-Дин Ширкух завоевал Египет и после казни Шевара сам принял титул великого визиря. В том же году Ширкух скончался и, несмотря на то, что Нур ад-Дин выбрал нового преемника, аль-Адид назначил новым визирем его племянника Салах ад-Дина.
Причина, по которой шиитский халиф аль-Адид выбрал суннита Салах ад-Дина, до сих пор неясна. Ибн аль-Асир утверждает, что халиф выбрал его после рассказа советников, что «нет более слабого и молодого» чем Салах ад-Дин, и «никто из эмиров не повинуется и не служит ему». Тем не менее, согласно этой версии, после некоторых переговоров, Салах ад-Дин был принят большинством эмиров. Советники аль-Адида предполагали таким образом разбить ряды Зангидов. В то же время Аль-Вахрани писал, что Салах ад-Дин был выбран из-за репутации его семьи, за их «великодушие и воинскую честь». Имад ад-Дин аль-Исфахани писал, что после траура по Ширкуху, во время которого «мнения качались из стороны в сторону», эмиры Зангидов остановили свой выбор на Салах ад-Дине и заставили халифа «поставить его визирем». И хотя позиции были осложнены конкуренцией исламских лидеров, основная часть сирийских правителей поддерживала Салах ад-Дина за его достижения в египетской экспедиции, в которой он получил большой военный опыт.
Вступив в должность визиря 26 марта 1169 года, Салах ад-Дин получил самую большую власть и независимость, чем когда-либо прежде в своей карьере. При этом он столкнулся с проблемой преданности между халифом Каира аль-Адидом и эмиром Дамаска Нур ад-Дином. Последний был враждебно настроен к назначению Салах ад-Дина и, по слухам, говорил: «Как он смеет [Салах ад-Дин] делать что-то без моего приказа?» Он написал несколько писем Салах ад-Дину, который опустил[уточнить] их, не отказываясь от своей верности к Нур ад-Дину.
В том же году группа египетских солдат и эмиров попыталась убить Салах ад-Дина, но благодаря главе его разведки Али бин Сафьяну был арестован и убит главный заговорщик — суданский евнух, управляющий дворца Фатимидов — Наджи Мутамин аль-Кхилафа. На следующий день 50 000 суданцев, для которых Наджи был представителем их интересов во дворе, подняли бунт против Салах ад-Дина. К 23 августа восстание было подавлено, после этого Салах ад-Дин больше никогда не сталкивался с угрозой бунта в Каире.
К концу 1169 года Салах ад-Дин при поддержке Нур ад-Дина побеждает силы крестоносцев и византийцев вблизи Думьята. Позже, весной 1170 года, Нур ад-Дин, по просьбе Салах ад-Дина, отправляет его отца в Каир с поощрениями от Багдадского халифа аль-Мустади из рода Аббасидов, который пытался оказать давление на Салах ад-Дина для скорейшего свержения своего соперника аль-Адида.
После этого Салах ад-Дин укрепил свою власть и суннитское влияние в Египте, раздав высокие посты членам своей семьи. Он открыл в Каире филиал Маликийского мазхаба, что привело к уменьшению влияния Шафиитского мазхаба из аль-Фустат.
После установления собственной власти в Египте и её усиления Салах ад-Дин начал кампанию против крестоносцев, осадив Дарум (современный сектор Газа) в 1170 году. Амори I снял гарнизон тамплиеров из Газы для защиты Дарума, но Салах ад-Дин отступил от Дарума и взял Газу. Неизвестно когда именно, но в том же году Саладин напал и захватил замок Эйлат, который представлял угрозу для прохода мусульманских кораблей.

### Султан Египта
Со слов Имад ад-Дина, в июне 1171 года Нур ад-Дин написал множество писем Салах ад-Дину, в которых требовал установление халифата Аббасидов в Египте. Последний старался отмалчиваться, боясь оттолкнуть от себя шиитское население и знать. Через два месяца Салах ад-Дин координируется с Наждмом аль-Адин аль-Кабушани, шафиитским факихом, который был в оппозиции к шиитскому правлению в стране.
Когда к сентябрю 1171 года Аль-Адид заболел (и возможно был отравлен), он попросил Салах ад-Дина навестить его, с расчётом попросить его позаботиться о своих детях. Салах ад-Дин отказался, опасаясь потерять расположение Аббасидов, и, как говорят, впоследствии очень жалел, узнав о его намерении.
Аль-Адид умер 13 сентября и через пять дней Салах ад-Дин приказал улему провозгласить перед пятничной молитвой имя аль-Мустади. Это означало отстранение шиитского халифата от власти. С этого времени Салах ад-Дин правил Египтом, хотя официально он представлял на этой территории эмира Нур ад-Дина, который признавался багдадским халифом.
25 сентября 1171 года Салах ад-Дин покинул Каир, чтобы принять участие в нападении на Керак и Монреаль (территория современной Иордании), замок Иерусалимского королевства. Когда казалось, что крепость уже готова сдаться, Салах ад-Дин узнал, что со стороны Сирии выступил Нур ад-Дин для участия в операции. Понимая, что если он встретится с ним лично, то больше не будет управлять Египтом, Салах ад-Дин снялся с лагеря и вернулся в Каир под предлогом начавшихся волнений в Египте. Этот поступок увеличил напряжённость в его непростых отношениях с Нур ад-Дином до такой степени, что последний собрался выступить с армией на Каир. Послушав своего отца, Салах ад-Дин написал письмо с извинениями, но Нур ад-Дин не принял его оправданий.
Летом 1172 года нубийская армия осадила Асуан. На помощь губернатору Асуана приходит брат Салах ад-Дина — Туран-Шах. Несмотря на то, что нубийцы были разбиты, они снова вернулись в 1173 году. На этот раз Египетская армия вышла из Асуана и захватила нубийский город Ибрим. Нур ад-Дин не предпринял никаких шагов против Египта, но попросил вернуть 200 000 динар, которые он выделил на армию Ширкуха. Салах ад-Дин выплатил этот долг 60 000 динар, драгоценностями и товарами.
9 августа 1173 года после падения с лошади умер отец Салах ад-Дина Айюб, и Нур ад-Дин, понимая, что у него не осталось влияния в Каире, начал приготовления к захвату Египта. В начале 1174 года Салах ад-Дин отправил Туран-Шаха в кампанию по захвату порта Аден и Йемена, запасного плацдарма на случай вторжения в Египет.

## Завоевание Сирии

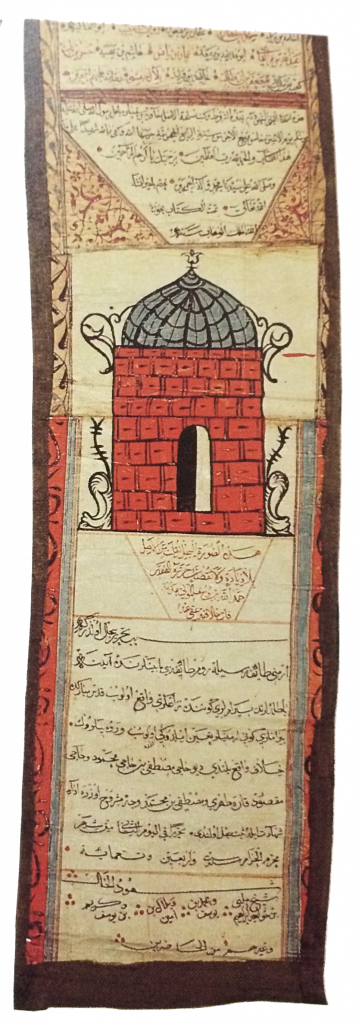
Фирман выданный Салах ад-Дином армянам Иерусалима после осады города в 1187 году

### Взятие Дамаска
К началу лета 1174 года Нур ад-Дин готовил армию для нападения на Египет, собирая войска в Мосуле, Диярбакыре и Джезире. Айюбиды отправили посла к Салах ад-Дину с этим известием, и он собирает свои войска под Каиром. Внезапно, 15 мая Нур ад-Дин умер (возможно, он был отравлен), оставив одиннадцатилетнего наследника, ас-Салеха. Его смерть дала Салах ад-Дину политическую независимость, и сделала Сирию объектом борьбы между вассалами Нур ад-Дина.
Смерть Нур ад-Дина поставила Салах ад-Дина в трудную ситуацию, он мог выдвинуть свои войска против крестоносцев из Египта или ждать приглашения от ас-Салеха прийти ему на помощь, и начать войну из Сирии. У него есть возможность аннексировать Сирию прежде, чем она попадёт в руки врагов, но нападение на землю своего господина противоречит исламским принципам, которым он следовал. Этот поступок мог сделать его недостойным лидерства в войне с крестоносцами. Для того, чтобы не выглядеть захватчиком Сирии и возглавить борьбу с крестоносцами, Салах ад-Дин выбрал позицию защитника ас-Салеха. В письме последнему, он обещал «быть в качестве меча», и ссылался на смерть его отца как на «землетрясение».
В то же время, Шамс ад-Дин Али ибн ад-Дайя вместе со своим братом захватил Алеппо, и к началу августа 1174 года ас-Салех выдвинулся с войском к стенам Алеппо, собираясь подавить мятеж. Захватив город и отправив сыновей Дайи в тюрьму, ас-Салех остался в Алеппо. Салах ад-Дин разослал послания эмирам, сторонникам ас-Салеха, чем усилил внутреннюю междоусобицу в Сирии. Уже 23 ноября 1174 года Салах ад-Дин направил к Дамаску отряд из семисот конников; люди, преданные семье Салах ад-Дина, впустили его армию в город.

### Дальнейшее завоевание
Оставив Дамаск под началом одного из своих братьев, Салах ад-Дин приступил к захвату городов, ранее принадлежащих Нур ад-Дину. Его армия захватила Хаму, но отступила перед хорошо укреплённым Хомсом. В декабре 1174 года он осадил Алеппо. Сейф ад-Дин, правитель Мосула, отправил своего брата Изз ад-Дина изгнать Салах ад-Дина из Сирии, но 13 апреля 1175 года тот потерпел поражение от войск Салах ад-Дина недалеко от Хамы. Сейф ад-Дин заключил союз с ас-Салехом, но также потерпел поражение 22 апреля 1175 года.
Советники ас-Салеха попросили помощи у Рашид ад-Дина Синана. Лидер исмаилитов и сам желал отомстить человеку, который отстранил Фатимидов от власти в Египте. 11 мая 1175 года, во время осады замка Изаз, группа из тринадцати ассасинов проникла в лагерь Салах ад-Дина, но их вовремя заметила охрана, предотвратив покушение. 26 июня 1175 года Салах-ад-Дин снова прибыл к стенам Алеппо, и, пробыв там некоторое время, вернулся в Египет, где начал подготовку к кампании против крестоносцев.

### Кампания против Ассасинов
Несмотря на то, что у Салах ад-Дина было временное перемирие с Зангидами, связанное с войной против крестоносцев, он постоянно ощущал угрозу со стороны  Ассасинов (которые являются исмаилитами) и её лидера Рашид ад-Дина Синана. Последний контролировал девять крепостей в горах Нусария. Отправив большую часть своего войска в Каир, Салах ад-Дин отправился в кампанию против ассасинов в августе 1176 года. В том же месяце, после нескольких неудачных попыток овладеть крепостями, он покинул Низарию. В то же время множество источников говорят о том, что губернатор Хамы, дядя Салах ад-Дина, помог заключить мирное соглашение с Синаном.

## Возвращение в Каир и Палестинские набеги
Завершив кампанию против ассасинов, Салах ад-Дин возвратился в Дамаск и распустил войско. Оставив в Сирии наместником Туран-Шаха, он отправился в Египет с группой близких последователей, достигнув Каира 22 сентября 1175 г. Его отсутствие затянулась на два года, и он взялся за организацию дел, в частности за восстановление и фортификацию Каира. Были отремонтированы городские стены, и началось сооружение Каирской цитадели. Для снабжения цитадели водой был построен 87-метровый колодец, который впоследствии назвали колодцем Юсуфа. За пределами Каира одной из значимых строек по приказу Салах ад-Дина был большой мост в Гизе, который предназначался для защиты от мавританского вторжения.
Оставаясь в Каире, Салах ад-Дин занимался внутренним управлением и строительством школ. В ноябре 1177 г. он отправился в рейд по Палестине, когда крестоносцы захватили земли Дамаска, и больше не было смысла продолжать перемирие. На осаду крепости Харим, которая находилась севернее Алеппо, христиане отправили большую часть войска, и у южной Палестины не было защитников. Салах ад-Дин использовал эту ситуацию и дошёл маршем до Ашкелона, который он называл «Невестой Сирии». Вильгельм Тирский записал, что армия Айюбидов состояла из 26 000 солдат, из которых 8000 были элитными войсками, а 18 000 — чёрными солдатами из Судана. Эта армия приступила к грабежу сельской местности, нападениям на Рамлу и Лод, доходя в итоге до стен Иерусалима. 25 ноября 1177 года в битве при Монжизаре армия Салах ад-Дина была разгромлена силами Иерусалимского королевства, а сам Салах ад-Дин вернулся в Египет.
Объединив под своей властью весь Ближний Восток, Салах ад-Дин начал войну с крестоносцами. В 1187 году мусульманскому войску под его командованием удалось взять Иерусалим. Решающая битва с крестоносцами произошла под Хаттином.

## Внешняя политика

### Борьба с крестоносцами

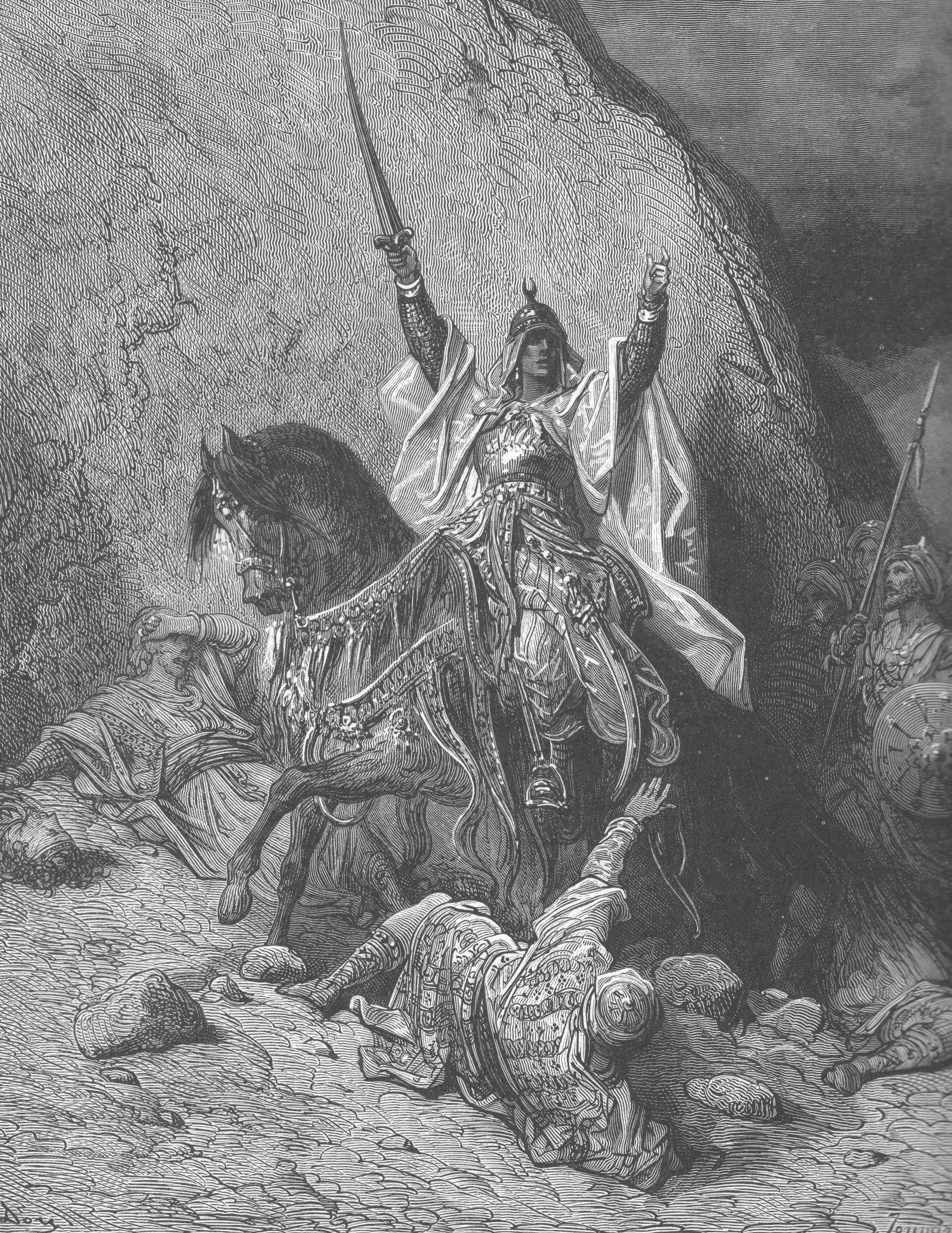
«Победоносный Саладин». Гравюра Гюстава Доре, XIX век.

Самым известным фактом биографии Саладина стала его борьба с крестоносцами. Эти войны нашли своё отражение в многочисленных произведениях литературы и искусства (наиболее известен роман Вальтера Скотта «Талисман»).
Бахауддин ибн Шаддад (1145—1234) писал о нём:
«Совершать подвиг во имя Аллаха стало для него настоящей страстью; все сердце его было подчинено этому делу, которому он отдавался и душой, и телом. Он не говорил ни о чём ином; все его мысли были поглощены тем, как проявить усердие на пути Аллаха; все помыслы были связаны с его воинами. Он выказывал всяческое почтение к тем, кто говорил об усердии на пути Аллаха, и вдохновлял народ на это».
4 июля 1187 года Салах ад-Дин разбил крестоносцев в битве при Хаттине; король Иерусалимского королевства Ги де Лузиньян, великий магистр ордена тамплиеров Жерар де Ридфор и многие другие руководители крестоносцев попали в плен. За этот год Салах ад-Дину удалось овладеть большей частью Палестины, Акрой и, после недолгой осады, Иерусалимом. Все церкви города, кроме храма Воскресения, были обращены в мечети, но жителям были дарованы жизнь и возможность выкупить свою свободу.
Во время Третьего крестового похода крестоносцы сумели отвоевать Акру, а главный противник Саладина Ричард I Львиное Сердце разбил войска мусульманского полководца в битвах при Арсуфе и при Яффе, из-за чего Саладин был вынужден уступить побережье от Тира до Яффы христианам, но при этом сохранил за собой Иерусалим. Кроме того, Саладин позволил христианским паломникам беспрепятственно посещать Иерусалим.
Главный оппонент крестоносцев пользовался уважением в христианской Европе за рыцарские доблести: храбрость и великодушие к противнику. Английский король Ричард I Львиное Сердце, один из главных вождей крестоносцев, стал почти другом Салах ад-Дина: они отзывались друг о друге исключительно восторженно, предоставляли различные льготы подданным друг друга, хотя ни разу не встречались лицом к лицу.

## Смерть
Салах ад-Дин скончался во время приготовлений к походу на Багдад, чтобы восстановить прежний арабский халифат. Полководец умер в Дамаске 4 марта 1193 года. Он был похоронен там же и оплакан на всём Востоке как защитник веры.
В истории Востока Салах ад-Дин остался завоевателем, который остановил вторжение Запада и обратил силы ислама на Запад, героем, в одночасье объединившим эти необузданные силы и который воплотил в своей личности высшие идеалы и добродетели ислама. После смерти султана его империю разделили наследники: Аль-Азизу достался Египет, аль-Афзалю — Дамаск, аз-Захиру — Алеппо.

## Семья
Согласно Имад ад-Дину, прежде чем Салах ад-Дин покинул Египет в 1174 году, он стал отцом пятерых сыновей. Аль-Афдаль Али, его старший сын, который родился в 1170 году, и аль-Азиз Усман, который родился в 1172 году, сопровождали Салах ад-Дина в Сирию. Третий сын, аз-Захир Гази, стал впоследствии правителем Халеба. Мать Аль-Афдаля родила ещё одного ребёнка в 1177 году. Согласно аль-Калкашанди, двенадцатый сын родился в 1178 году, и в то же время в списке Имад ад-Дина он выступает в качестве седьмого ребёнка.

## Память о Салах ад-Дине в современном мире

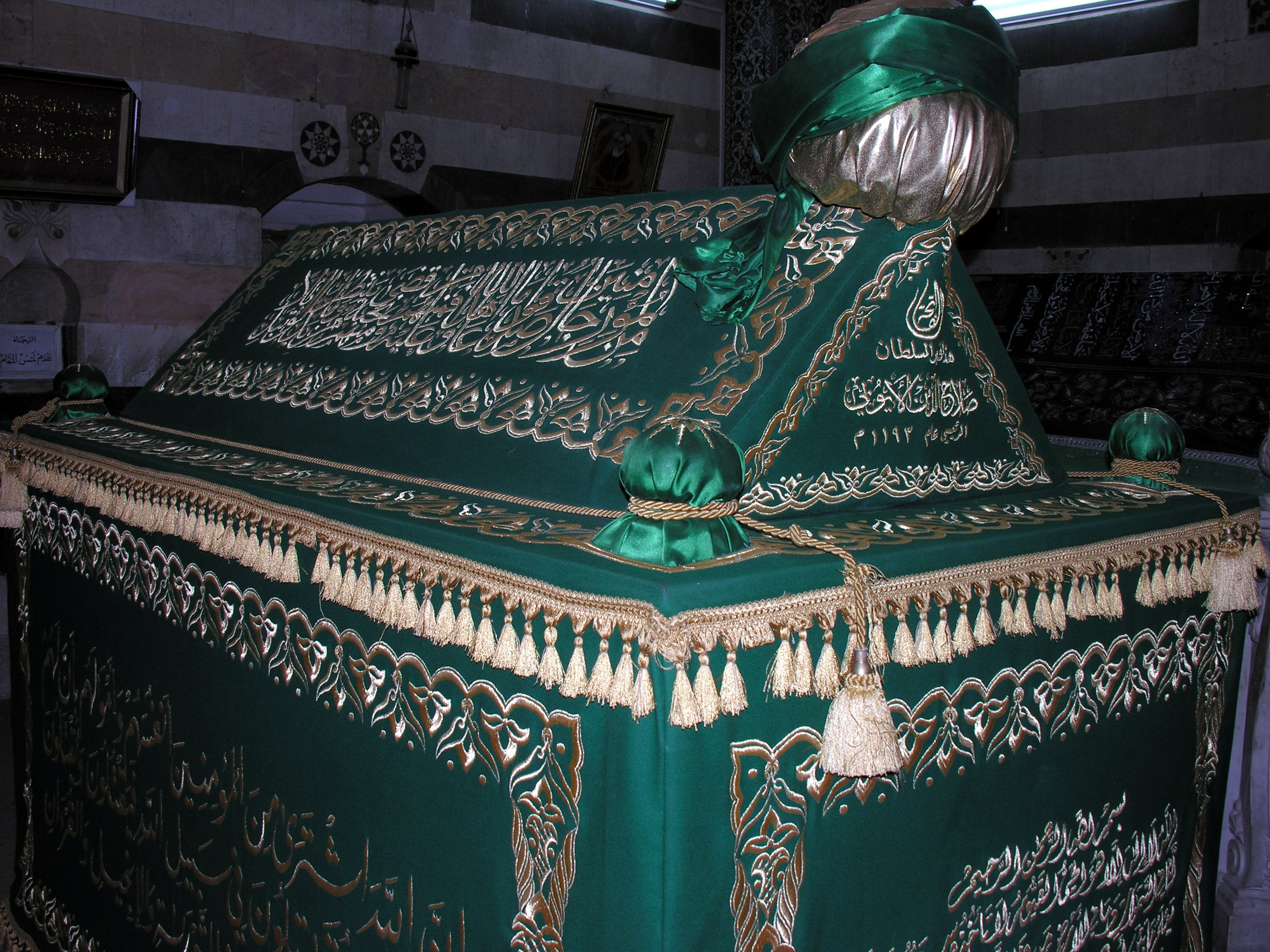
Гробница Салаха ад-Дина в Дамаске, Сирия.

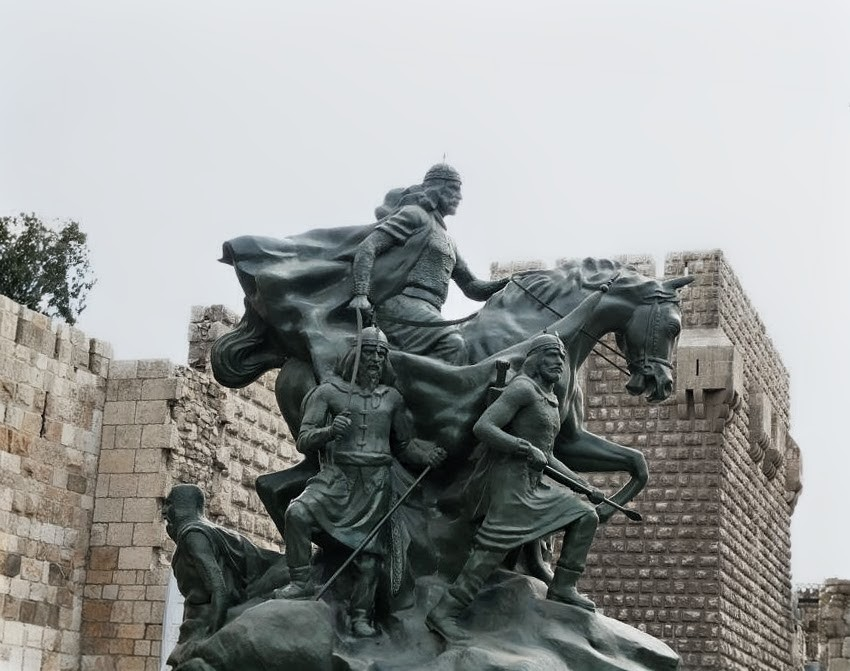
Памятник Салах ад-Дину в Дамаске

Салах ад-Дин, главный противник крестоносцев, пользовался всё же большим уважением в христианской Европе за свои рыцарские качества: храбрость в бою и великодушие к побеждённому противнику. Один из главных вождей крестоносцев, английский король Ричард I Львиное Сердце, даже считал Саладина почти другом.
Одним из первых авторов, описавших период правления Салах ад-Дина в труде «Книга двух садов в известиях двух династий», был Абу Шама аль-Макдиси.
Салах ад-Дин был кумиром Саддама Хусейна, который, как и он, родился в Тикрите, на реке Тигр; при Саддаме в Ираке был культ Салах ад-Дина.
Не забывает Салах ад-Дина и современная массовая культура (фильмы и компьютерные игры). В массовой культуре чаще всего именно Салах ад-Дин показывается как полководец и правитель сарацин времён Третьего Крестового похода — хотя было и множество других, Салах ад-Дин приобрёл наибольшую известность.
Саладин неоднократно появлялся в компьютерных играх: в таких играх, как Age of Empires II и Stronghold Crusader, присутствует кампания за его войска (также в играх Stronghold Crusader и Stronghold Crusader 2 он является одним из компьютерных противников). В компьютерной игре Assassin’s Creed сам Салах ад-Дин не появляется, но уличные глашатаи часто упоминают его имя. Также Саладин присутствует в качестве одного из лидеров (конкретнее — арабов) в играх Civilization IV, Civilization VI и Medieval II: Total War: Kingdoms, Crusaider Kings 2, Crusaider Kings 3 и Ancestors Legacy.

## В кино
- Натан мудрый / Nathan der Weise (Германия; 1922) — режиссёр Манфред Ной, в роли султана Саладина — Фриц Грайнер.
- Ричард Львиное Сердце / Richard the Lion-Hearted (США, 1923) — режиссёр Честер Уитей, в роли Саладина — Чарльз Джеррард.
- Крестовые походы / The Crusades (США, 1935) — режиссёр Сесиль Блаунт де Милль, в роли Саладина — Йан Кейт.
- Ричард Львиное Сердце / King Richard and the Crusaders (США, 1954)  — режиссёр Дэвид Батлер, в роли Саладина — Рекс Харрисон.
- Салахуддин — освободитель Иерусалима (Египет (Объединённая Арабская Республика), 1963) — реж. Юсуф Шахин, в роли Саладина — Ахмед Мазхар.
- Салахуддин Ейюби (Турция-Иран, 1970) — режиссёр Сюреййя Дуру, в роли Саладина — Джунейт Аркын
- Доктор Кто (эпизод «Крестовый поход», 1965) — сценарист Дэвид Уитакер, режиссёр Дуглас Кэмфилд, в роли Саладина — Бернард Кей[англ.].
- Ричард Львиное Сердце (Россия-Сирия, 1992) — режиссёр Евгений Герасимов, в роли Саладина — Армен Джигарханян.
- Царство Небесное (США-Испания-Марокко, 2005) — режиссёр Ридли Скотт, в роли Саладина — Гассан Массуд.
- Арн: Рыцарь-тамплиер / Arn: Tempelriddaren (2007; Швеция, Великобритания, Дания, Норвегия, Финляндия, Германия, Марокко) — режиссёр Петер Флинт, в роли Саладина — Милинд Соман.
- Арн: Объединённое королевство / Arn: Riket vid vägens slut (2008; Дания, Швеция, Финляндия, Великобритания, Норвегия, Германия) — режиссёр Петер Флинт, в роли Саладина — Милинд Соман.
- Ад Данте: Анимированный эпос / Dante’s Inferno: An Animated Epic (Япония, США, Сингапур, Корея Южная; 2010)  — режиссёр Виктор Кук.
- Завоеватель Иерусалима: Салахаддин Айюби / Kudüs Fatihi Selahaddin Eyyubi (Турция; 2023) — режиссёр Седат Инджи, в роли Саладина — Угур Гюнеш.